# Elias Kiritsis
Elias Kiritsis (* 20. September 1962 in Fourna) ist ein griechischer theoretischer Physiker, der sich mit Kosmologie, Eichtheorien, Supersymmetrie, Stringtheorie und verwandten Gebieten befasst.

## Leben
Kiritsis machte 1984 seinen Vordiplom-Abschluss an der Nationaluniversität von Athen und wurde 1988 am Caltech bei John Preskill promoviert. Als Post-Doktorand war er an der University of California, Berkeley und an der École normale supérieure. 1992 bis 1998 war er in der Theorieabteilung des CERN. 1998 wurde er Professor an der Universität Kreta.
Er befasst sich unter anderem mit holografischen Stringtheorie-Eichtheorie-Dualitäten mit Anwendung auf QCD und in der Festkörperphysik.
Er war Forschungsdirektor des CNRS an der École polytechnique und der Universität Paris VII, Gastprofessor am Erwin-Schrödinger-Institut in Wien und am Kavli-Institut der University of California, Santa Barbara.

## Schriften
- String Theory in a Nutshell. Princeton University Press, 2007
- Introduction to Superstring Theory. CERN, 1997, arxiv:hep-th/9709062
- mit Antoniadis, Tomaras: D-brane standard model. In: Fortschritte der Physik, 49, 2001, S. 573–580, arxiv:hep-th/0111269
- D-branes in Standard Model building, Gravity and Cosmology. In: Physics Reports, 421, 2005, S. 105–190, arxiv:hep-th/0310001